# Tereza Voborníková
Tereza Voborníková (Vrchlabí, 31 de mayo de 2000) es una deportista checa que compite en biatlón. Ganó una medalla de plata en el Campeonato Mundial de Biatlón de 2025, en la prueba de relevo mixto.

## Palmarés internacional
| Campeonato Mundial | Campeonato Mundial  | Campeonato Mundial | Campeonato Mundial |
| Año                | Lugar               | Medalla            | Prueba             |
| ------------------ | ------------------- | ------------------ | ------------------ |
| 2025               | Lenzerheide (Suiza) | Medalla de plata   | Relevo mixto       |